# Aeroportul Scusciuban
Aeroportul Scusciuban (IATA: CMS, ICAO: HCMS) este un aeroport din Somalia ce deservește zona Iskushuban⁠(d).
Situat la o altitudine de 342 m, aeroportul dispune de o singură pistă.